# 12 Concerti a cinque opus 9

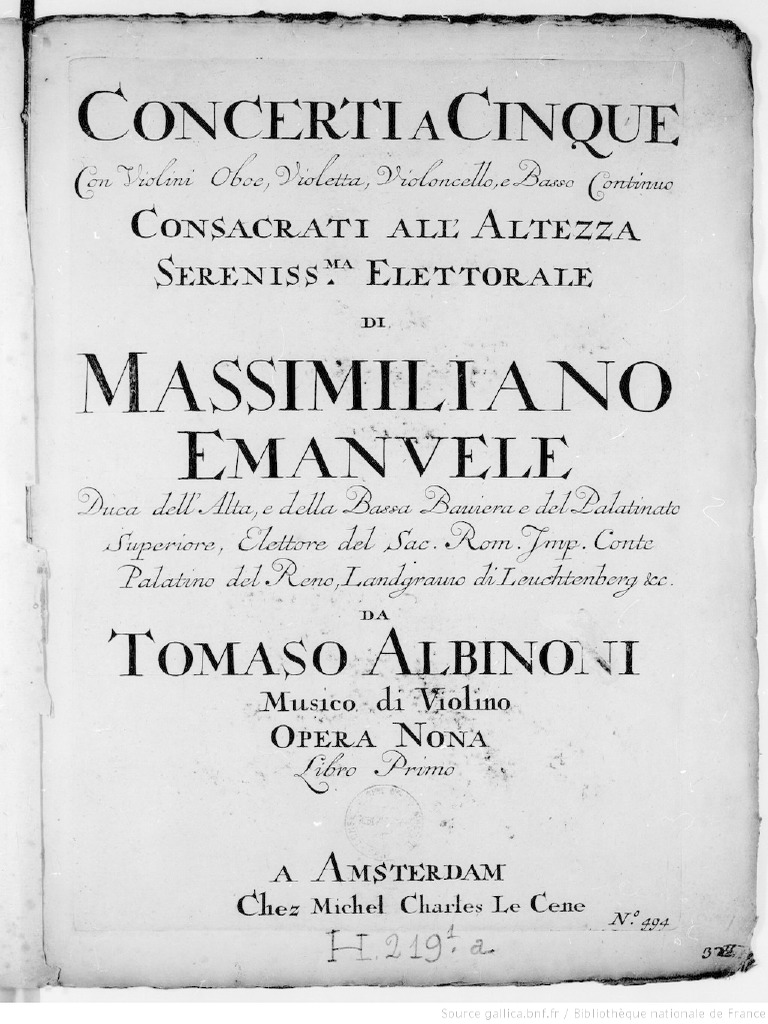
Couverture de 12 Concerti a cinque opus 9.

Les Concerti a cinque con violini, oboe, violetta, violoncello e basso continuo Opera Nona (Concertos à cinq avec violons, hautbois, altos, violoncelle et basse continue, opus neuf) de Tomaso Albinoni ont été publiés par Michel-Charles Le Cène à Amsterdam en 1722. Comme l'opus 7 édité sept ans plus tôt, c'est un ensemble de douze concertos de trois mouvements chacun, les no 1, 4, 7 et 10 sont pour violon solo, les no 2, 5, 8 et 11 pour hautbois solo et les no 3, 6, 9 et 12 pour deux hautbois. Ils sont dédiés au Prince-Électeur Maximilien-Emmanuel de Bavière.

## Les 12 concertos
- Concerto pour violon en si bémol majeur, op. 9, no 1 (I. Allegro, II. Adagio, III. Allegro) ;
- Concerto pour hautbois en ré mineur, op. 9, no 2 (I. Allegro e non presto, II. Adagio, III. Allegro) ;
- Concerto pour 2 hautbois en fa majeur, op. 9, no 3 (I. Allegro, II. Adagio, III. Allegro) ;
- Concerto pour violon en la majeur, op. 9, no 4 (I. Allegro, II. Adagio, III. Allegro) ;
- Concerto pour hautbois en do majeur, op. 9, no 5 (I. Allegro, II. Adagio, III. Allegro) ;
- Concerto pour 2 hautbois en sol majeur, op. 9, no 6 (I. Allegro, II. Adagio, III. Allegro) ;
- Concerto pour violon en ré majeur, op. 9, no 7 (I. Allegro, II. Andante e sempre piano, III. Allegro) ;
- Concerto pour hautbois en sol mineur, op. 9, no 8 (I. Allegro, II. Adagio, III. Allegro) ;
- Concerto pour 2 hautbois en do majeur, op. 9, no 9 (I. Allegro, II. Adagio, III. Allegro) ;
- Concerto pour violon en fa majeur, op. 9, no 10 (I. Allegro, II. Adagio, III. Allegro) ;
- Concerto pour hautbois en si bémol majeur, op. 9, no 11 (I. Allegro, II. Adagio, III. Allegro) ;
- Concerto pour 2 hautbois en ré majeur, op. 9, no 12 (I. Allegro, II. Adagio, III. Allegro).

## Orchestration
Concerto a cinque (concerto à cinq) ne fait pas référence au nombre de musiciens, mais au nombre de voix, c'est-à-dire de parties différentes ; l'écriture des concertos d'Albinoni étant toujours plus polyphonique que celle de ses contemporains italiens (Torelli, Corelli, Vivaldi…). Les cinq voix sont réparties ainsi :
- une ou deux parties de soliste(s) ;
- une partie pour les premiers violons ;
- une partie pour les deuxièmes violons ;
- une partie pour les violons altos ;
- une partie pour la basse continue formée par les violoncelles, la ou les contrebasses (à l'octave inférieure) et la main gauche du clavecin, la main droite réalisant le chiffrage en un accompagnement le plus souvent harmonique.

Pour jouer ces 12 concertos, il n'est pas nécessaire que l'effectif de l'orchestre à cordes soit important : un orchestre de chambre (2/3 premiers violons, 2/3 deuxièmes violons, 2/3 violons altos, 2 violoncelles, 1 contrebasse et un clavecin par exemple) est le plus souvent suffisant pour reproduire l'esprit intimiste et l'atmosphère feutrée de leur création. Le plus souvent, un chef d'orchestre dirige la formation, mais il arrive que le claveciniste ou certains solistes, même chez les hautboïstes, prennent la direction de l'ensemble.

## Discographie
Deux enregistrements intégraux datant de la fin des années 1960 ont popularisé cet opus :
- I Solisti Veneti dirigé par Claudio Scimone, Piero Toso violon solo, Pierre Pierlot hautbois solo et Jacques Chambon deuxième hautbois[4].
- I Musici, Félix Ayo violon solo, Heinz Holliger hautbois solo et Maurice Bourgue deuxième hautbois[5].